# Vase (byggnadsteknisk term)
Denna artikel avhandlar den byggnadstekniska termen vase. För andra betydelser se Vase
Vase (plural vasar) är en grov trästock som används som bärande underlag för exempelvis en bro eller ett golv. Termen har i rikssvenskan använts åtminstone till mitten av 1800-talet för att senare ersättas av ”bjälke” eller ”balk”, men används fortfarande i finlandssvenskt fackspråk.
Termen finns också belagd vid byggande av hästvindar.